# Voedsel
Voedsel is in de biologie voornamelijk organisch materiaal: materiaal, afkomstig van andere organismen, waaruit heterotrofe organismen hun voedingsstoffen betrekken. Het gaat daarbij vooral om cellulair materiaal - weefsel - in de vorm van algen, plankton, hout, schors, bladeren, stengels, plantenwortels, gras, stuifmeel, zaden, vruchten, ongewervelden als insecten, regenwormen, schelpdieren, en vlees en bloed van gewervelden. Bijen en vlinders voeden zich, naast stuifmeel, vooral met nectar, en ander vloeibaar niet-cellulair organisch materiaal. Pasgeboren zoogdieren worden gevoed met melk.

## Heterotrofen en autotrofen
Door verwerking van het ingenomen voedsel, namelijk stofwisseling binnen het ontvangende organisme, bij dieren voorafgegaan door spijsvertering, verkrijgen dieren en heterotrofe micro-organismen de stoffen die ze nodig hebben voor de opwekking van energie, voor hun groei en voor het onderhoud van hun eigen cellen/weefsels. Organismen die hun voedingsstoffen betrekken van andere organismen zijn heterotroof (Grieks voor anders-voedend).
Organismen, zoals landplanten en algen, die in staat zijn organische verbindingen uit anorganisch materiaal aan te maken zijn autotroof (Grieks voor zelfvoedend). Zij produceren hun eigen organische stoffen (koolhydraten, eiwitten) via fotosynthese. Autotrofen staan aan het begin van iedere voedselketen: ze vormen, direct of indirect, het voedsel voor de heterotrofen. In de ecologie zijn de autotrofen de producenten, heterotrofen zijn in een ecosysteem de consumenten en ook reducenten.

### Reducenten
Reducenten zijn micro-organismen die afgestorven organisch materiaal als voedsel gebruiken. Ze worden, anders dan producenten en consumenten, niet tot de voedselketen gerekend. Door de biologische afbraak van afgestorven organisch materiaal door reducenten, komen mineralen weer beschikbaar als voedingsstoffen voor planten. Reducenten zijn daarmee een belangrijke schakel in de biogeochemische kringloop.

## Voedingsgewoonten in het dierenrijk
Foerageren is het zoeken van voedsel door een willekeurig soort, heterotroof organisme. Meer specifiek is predatie de jacht van diersoorten op andere dieren. 

### Herbivore voedingswijze
Dieren die uitsluitend plantaardig voedsel eten zijn herbivoor. De taxonomische orde van de evenhoevigen, waartoe de nijlpaarden en alle soorten herkauwers behoren, bestaat geheel uit plantenetende soorten zoogdieren. Herbivoren die vooral van vruchten leven zijn fructivoor. Met name in de tropen en subtropen, waar fruit het hele jaar voorhanden is, komen fructivore soorten primaten, bijvoorbeeld de gibbons, orang-oetans, en vleermuizen 
-vleerhonden- voor. Veel vogelsoorten voeden zich buiten het broedseizoen uitsluitend met vruchten.

### Carnivore voedingswijze
Dieren die hun voedingsstoffen voornamelijk betrekken uit dierlijk weefsel zijn carnivoor. Voorbeelden onder de zoogdieren zijn de families van de katachtigen en de marterachtigen, die beide deel uitmaken van de informele groep der landroofdieren. Roofvissen, roofvogels en roofinsecten vormen de informele groepen van respectievelijk carnivore vissoorten, en carnivore soorten vogels en insecten. Insectivoren zijn carnivoren die vooral van insecten leven. Voorbeelden zijn, naast de roofinsecten, de miereneter uit de zoogdierorde der insecteneters, de meeste soorten amfibieën en reptielen, en spinnen. 

### Omnivore voedingswijze
Veel vogelsoorten zijn omnivoor. Naast vruchten en zaden voeden zij zich met insecten, met name in het broedseizoen als de jongen veel proteïnen nodig hebben voor hun groei. Grotere omnivore vogelsoorten uit de families van respectievelijk de kraaien, meeuwen, spechten eten daarnaast eieren, regenwormen, slakken, jonge vogels en kleine zoogdieren als muizen en ratten.

## Adaptatie
Voorbeelden van in het oog springende morfologische aanpassingen - het principe van de adaptatie - bij verschillende diersoorten om aan hun voedsel te komen, zijn de lange, spitsvormige snuit van de miereneter, die hij diep in een mierenhoop of termietenhoop kan steken; de lange nek van de giraffe, waarmee deze bij bladeren hoog in de boom kan; de kale nek van de aasetende vale gieren waarmee ze diep in een kadaver kunnen, zonder dat ze met hun veren blijven haken.

## Dier/mens en voeding
Welke materialen, hetzij van plantaardige, hetzij van dierlijk afkomst, het dierlijk organisme (inclusief de mens) al dan niet tot voedsel kunnen dienen is in de loop der tijden gebleken. Door schade en schande is vastgesteld wat giftig is voor het organisme. De verschillende soorten dieren hebben in de loop van hun evolutie het vermogen ontwikkeld te kunnen vaststellen wat ze wel of niet kunnen eten. Bij de mens is de kennis hierover mondeling en later ook schriftelijk overgeleverd. Voedingsvoorschriften, vaak in de vorm van taboes, zijn terug te vinden in vele religies. Dat maakt dat de voedingsleer een van de oudste vormen van menselijke kennis is.

## Menselijke voedselzekerheid in de geschiedenis
Menselijke voedselbereiding heeft een hele ontwikkeling doorgemaakt. Eerst at de mens het voedsel voornamelijk rauw. Na de ontdekking van de vuurbeheersing werd het de gewoonte het eten te bereiden. Door koken, braden, fermentatie, werd voedsel smakelijker, beter verteerbaar, werden schadelijke micro-organismen gedood, en werd het voedsel langer houdbaar. Volgens primatoloog en antropoloog Richard Wrangham nam door de makkelijkere verteerbaarheid van verhit voedsel de lengte van het menselijk spijsverteringsstelsel af, en bleef er meer energie over voor de ontwikkeling van de menselijke hersenen; het hersenvolume van de mensachtigen nam tijdens de evolutie toe.
Tijdens de neolithische revolutie werd de mens van jager-verzamelaar een gesedentariseerd landbouwer. De door de landbouw toegenomen voedselzekerheid maakte het mogelijk dat ambachtslieden en ambtenaren zich geheel aan hun specialisme konden wijden (arbeidsdeling). Daarnaast werd de landbouw ook verder ontwikkeld, zo introduceerden de Franken onder Karel de Grote de wisselbouw, met het oog op een grotere bodemvruchtbaarheid. Deze werd verder bevorderd door de ontwikkeling van kunstmest door Justus Liebig in de negentiende eeuw. Met het Haber-Boschproces uit 1910, kon atmosferische stikstof voortaan worden vastgelegd in de vorm van ammoniak. Industrieel geproduceerde ammoniak vormde de onuitputtelijke grondstof voor de productie van nitraat, een belangrijk onderdeel van kunstmest. Een volgende grote stap naar wereldwijde voedselzekerheid was de zogenaamde groene revolutie in de landbouw na 1945.

### Moderne voedingspatronen
In de westerse wereld is er sinds de tweede wereldoorlog, mede door de wereldhandel, in principe sprake van volledige voedselzekerheid. De westerse voedingspatronen zijn, door de opkomst van de voedingsindustrie, die gebruik maakt van levensmiddelentechnologie, sterk veranderd. Moderne conserveringstechnieken maken het mogelijk om voedsel langer te bewaren. Vanuit een winstoogmerk werden voor het eerst kleurstoffen toegevoegd aan industrieel bereid voedsel, voor een beter uiterlijk van het product.
Na 1960 kwam er een reactie op deze industriële massaproductie. Sommige idealisten gingen zich toeleggen op ecologische landbouw, waarvan de producten werden verkocht als biologisch of als (op de antroposofische voedingsleer gebaseerd) biologisch-dynamisch. Uit onvrede met de bio-industrie werden sommige consumenten macrobioot, vegetariër of zelfs veganist.
Waar voedselproblematiek vroeger synoniem was aan hongersnood door mislukte oogsten, vormen overgewicht en obesitas nu wereldwijd het grootste voedselgerelateerde probleem, niet in de laatste plaats onder kinderen. Gerelateerde gezondheidsrisico's zijn suikerziekte, verschillende vormen van kanker, met name nier- en darmkanker, hart- en vaatziekten en vroegtijdig overlijden. Een huisarts kan een dieet voorschrijven in combinatie met een gezondere levensstijl, of doorverwijzen naar een diëtist. Daarnaast bestaan er commercieel opgezette afvaldiëten (boeken van afvalgoeroes) en zijn er populaire televisieprogramma's over afvallen.

### Moderne voedingscategorieën
In de westerse wereld wordt voeding ingedeeld in een aantal categorieën:
- groente en fruit
- brood, graanproducten, aardappelen, rijst, deegwaren en peulvruchten
- zuivel, vleeswaren, vis, ei en vleesvervangers
- vetten en olie
- dranken
- snoep, koek(jes) en snacks.

Daarnaast worden er in de handel voedingssupplementen aangeboden.

### Hulpmiddelen voorlichting Nederland en België
De Schijf van Vijf is een hulpmiddel dat in Nederland wordt gebruikt in de voorlichting over goede en gezonde voeding, gericht op het grote publiek. Het idee is dat uit elk van de vijf groepen van voedingsmiddelen iedere dag een keuze wordt gemaakt, en die keuzen in de maaltijd van die dag te verwerken. In Vlaanderen is de voedingsdriehoek gebruikelijker. In deze driehoek staan de voedingsstoffen aangegeven die een mens nodig heeft. Naast de driehoek is ook een rode cirkel afgebeeld, met daarin de producten die een mens beter kan mijden.

### Medisch
Zo nodig kan voedsel worden toegediend als sondevoeding of via een infuus.

## Voedselveiligheid
Voedselveiligheid is het analyseren en beperken van risico's voor de gezondheid van de mens die veroorzaakt worden door het innemen van voedsel. Het gaat daarbij om risico's die met het voedsel zelf worden geassocieerd, niet met manifest verkeerd gebruik of overconsumptie: met name de aanwezigheid van schadelijke chemische stoffen of van micro-organismen zoals bacteriën, schimmels en parasieten. Ook de correcte identificatie van allergenen en andere ingrediënten waarvoor sommige consumenten intolerant zijn, behoort tot de voedselveiligheid.
De Nederlandse Voedsel- en Warenautoriteit en het Federaal Agentschap voor de Veiligheid van de Voedselketen waken in Nederland en in België over de veiligheid van de voedselketen en de gezondheid van de consument. Op het niveau van de Europese Unie is de Europese Autoriteit voor Voedselveiligheid bevoegd.

## Voedselzekerheid
Voedselzekerheid is volgens de Voedsel- en Landbouworganisatie een situatie waarbij “mensen op elk ogenblik fysiek en economisch toegang hebben tot voldoende veilige en voedzame levensmiddelen om hun eetbehoeften en -voorkeuren voor een actief en gezond leven te voldoen”.

## Voedselverspilling
Voedselverspilling is voedsel dat verloren gaat omdat het niet wordt gegeten of in een eerder productiestadium wordt weggegooid.

## Scheikunde
De wetenschappelijke studie van voedsel en zijn effecten op het consumerende organisme is noodzakelijkerwijs een deel van de scheikunde, omdat de spijsvertering en de stofwisseling biochemische processen zijn.
Een pionier op het vlak van de voedselchemie was Justus von Liebig. In 1847 publiceerde hij het eerste modern wetenschappelijke werk over voedselchemie met de (oorspronkelijk Engelse) titel Researches on the Chemistry of Food.
Aanvankelijk hield de voedselchemie zich vooral bezig met het analyseren van de samenstelling van voeding; zo ontstond het onderscheid tussen koolhydraten, eiwitten en vetten. Later verschoof de klemtoon naar de voedselinname: met name de opeenvolgende biochemische stadia van de spijsvertering, de opname van voedingsstoffen in de bloedsomloop en hun verdere verwerking in de stofwisseling. Daarnaast houdt de voedselchemie zich bezig met de aanwezigheid van vreemde of schadelijke stoffen in voedsel.